# 儿玉明日美
兒玉 明日美（日语：／ Kodama Asumi，1986年6月11日—）是日本的女性配音員。隸屬Production baobab。出生於大阪府。

## 出演作品

### 電視動畫
2006年
- 純情羅曼史2（女子）

2009年
- KIDDY GiRL-AND（女性客C）
- K-ON!（學生會長）
- 地獄少女 三鼎（女子中学生）
- 哆啦A夢（地底人兒子C、地底人B）
- 旋風管家!!（愛沢日向）
- 南家三姊妹（中学女子學生）
- 夢色蛋糕師（加藤留美）

2010年
- K-ON!!（曾我部惠）
- 世紀末超自然學院（小孩A）
- 夢色糕點師SP Professional（加藤留美）

### OVA
- Kiss×sis（女子學生）

### 廣播劇CD
- 歌姫（女性客人）
- （株）ツバメ警備保障（高津祥子）
- S・L・H ストレイ・ラブ・ハーツ! 廣播劇CD 第1巻（女學生B）

## 外部連結
- 事務所公開簡歷（日語）
- 児玉いちご育成中☆☆´ω｀)ﾉ （页面存档备份，存于）（日語）